# Deutsche Schachzeitung
La Deutsche Schachzeitung è stata una rivista di scacchi fondata nel 1846 da Ludwig Bledow con il nome Schachzeitung der Berliner Schachgesellschaft, che venne cambiato in Deutsche Schachzeitung nel 1872. 
Cessò le pubblicazioni in dicembre 1988 e fino ad allora era la rivista di scacchi di più antica fondazione tra quelle ancora esistenti e con pubblicazione continuativa (ad eccezione degli anni dal 1945-1949 dopo la seconda guerra mondiale).
In gennaio 1989 la rivista si fuse con la « Deutsche-Schachblätter - Schach-Report », ma per  sette anni, fino a dicembre 1996, la rivista mantenne in copertina i nomi di entrambe le riviste precedenti. In gennaio 1997 la rivista si fuse con la « Berlin magazine Schach », che mantenne sulla copertina il nome Deutsche-Schachblätter per un anno, ma senza il nome Deutsche Schachzeitung.
Nel 1998 la rivista Berlin magazine Schach cambiò nome in « Schach », tuttavia i nomi Deutsche Schachzeitung, Deutsche Schachblätter e Schach-Report compaiono ancora nell'indice della rivista.
Nel 1985 la casa editrice Olms di Zurigo ha pubblicato una ristampa, in 29 volumi, di tutte le 99 annate dal 1846 al 1948.

## Direttori
| Dal     | Al      | Editori                                               |
| ------- | ------- | ----------------------------------------------------- |
| 1846.07 | 1846.08 | Ludwig Bledow                                         |
| 1846.09 | 1851    | Wilhelm Hanstein, Otto von Oppen                      |
| 1851    | 1852    | Otto von Oppen, N.D. Nathan                           |
| 1852    | 1856    | Otto von Oppen                                        |
| 1857    | 1858.11 | Jean Dufresne                                         |
| 1858.12 | 1864    | Max Lange                                             |
| 1865.01 | 1866    | E. von Schmidt, Johannes Minckwitz                    |
| 1867    | 1871    | Johannes Minckwitz                                    |
| 1872    | 1876    | Johannes Minckwitz, Adolf Anderssen                   |
| 1876.12 | 1878    | Constantin Schwede, Adolf Anderssen                   |
| 1879.01 | 1886.12 | Johannes Minckwitz                                    |
| 1887.01 | 1891    | Curt von Bardeleben, Hermann von Gottschall           |
| 1892    | 1896    | Hermann von Gottschall                                |
| 1897    | 1897    | Siegbert Tarrasch                                     |
| 1898    | 1898    | Johann Berger, Paul Lipke                             |
| 1899    | 1916    | Johann Berger, Carl Schlechter                        |
| 1917    | 1918    | Carl Schlechter                                       |
| 1919    | 1921    | Jacques Mieses                                        |
| 1922    | 1923    | Friedrich Palitzsch                                   |
| 1924    | 1924    | Friedrich Palitzsch, Ernst Grünfeld                   |
| 1925    | 1925    | Max Blümich, Friedrich Palitzsch, Ernst Grünfeld      |
| 1926    | 1926    | Max Blümich, Friedrich Palitzsch                      |
| 1927    | 1931    | Max Blümich, Friedrich Palitzsch, Heinrich Ranneforth |
| 1932.02 | 1942    | Max Blümich, Heinrich Ranneforth, Josef Halumbirek    |
| 1942.03 | 1942.04 | Heinrich Ranneforth, Josef Halumbirek                 |
| 1942.05 | 1943.03 | Theodor Gerbec, Heinrich Ranneforth, Josef Halumbirek |
| 1943.04 | 1944.09 | Ludwig Rellstab                                       |
| 1950.12 | 1988    | Rudolf Teschner                                       |